# Stele von Kürtül

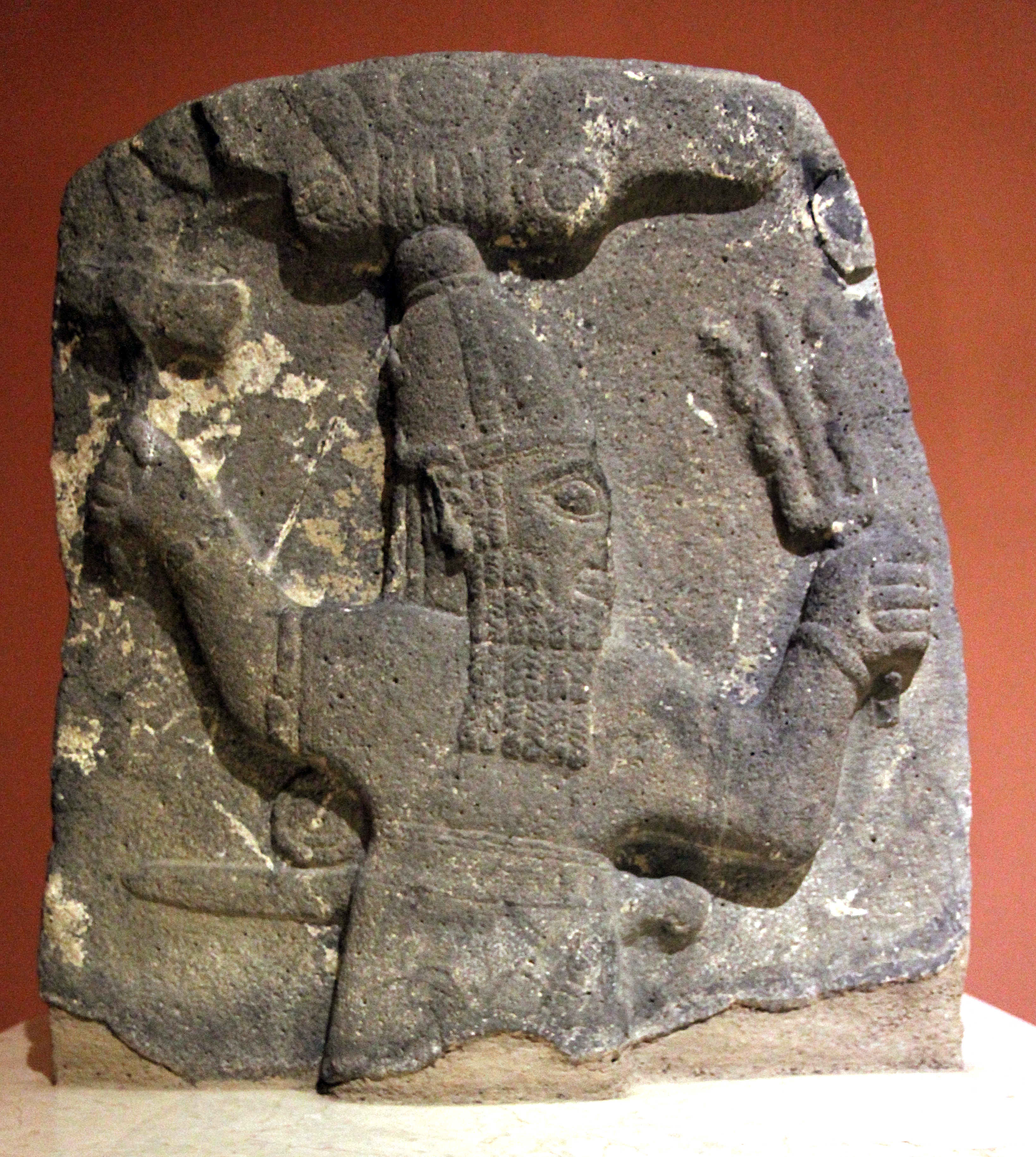
Stele von Kürtül

Die Stele von Kürtül ist ein späthethitisches Monument aus der Umgebung von Maraş in der südlichen Türkei. Sie ist im Archäologischen Museum Kahramanmaraş ausgestellt und hat die Inventarnummer 197.

## Fund
Die Stele wurde 1963 von Bauern bei der Suche nach Bausteinen auf einem Feld nahe dem Ort İsmailli südlich von Kürtül im zentralen Landkreis der türkischen Provinz Kahramanmaraş ausgegraben. Im gleichen Jahr brachte Nihat Eray, der damalige Museumsdirektor, sie ins Archäologische Museum Kahramanmaraş. Die erste Veröffentlichung erfolgte 1964 durch Mustafa Kalaç. Der Altorientalist Winfried Orthmann beschrieb die Skulptur 1971, die erste Edition der Inschrift legte der italienische Philologe Piero Meriggi 1975 vor. Der britische Hethitologe John David Hawkins nahm sie 2000 in das Corpus of Hieroglyphic Luwian Inscriptions auf.

## Beschreibung
Von der Basaltstele ist nur der obere Teil erhalten, etwa ab der Hüfte der dargestellten Figur. Das Fragment hat eine Höhe und eine Breite von jeweils 64 Zentimetern und eine Tiefe von 23 Zentimetern. Das Relief ist in einem guten Zustand. Die nach rechts gewandte Gestalt hebt sich in hohem Relief aus dem Untergrund, die Konturen gehen rund in die geformte Körperoberfläche über. Der Nackenschopf fällt in Strähnen herab, der Bart ist zu Spirallocken geflochten. Augen und Ohren sind in korrekter Profilansicht dargestellt, die Hände sind detailreich ausgearbeitet. Der Gott trägt eine gehörnte Mütze und eine gegürtete, kurzärmelige Tunika. Die linke, vorgestreckte Hand hält ein dreizackiges Blitzbündel, die rechte eine Streitaxt, am Gürtel ist hinter dem Körper ein Schwert zu sehen. Über dem Kopf schwebt eine geflügelte Sonnenscheibe. Die oberen Ecken der Stele sind abgerundet.
Auf der Rückseite der Stele ist eine vierzeilige Inschrift in luwischen Hieroglyphen erhalten. Der Zustand ist schlechter als auf der Vorderseite, verschiedene Zeichen sind nicht lesbar. Sie beginnt links oben, verläuft in Bustrophedon-Form weiter und bricht links unten ab. In der ersten Zeile stellt sich der Errichter als Las, Sohn von Laras (?), vor und widmet dann das Werk dem Gott Tarhunzas. Der Rest der Inschrift ist unklar, es werden nochmal Tarhunzas und der Sonnengott erwähnt und 80 Maßeinheiten Gerste, vielleicht als Opfergabe.
Sowohl der Text als auch die Darstellung mit der typischen Haltung und den Elementen Blitzbündel und Axt lassen eine Identifikation der Figur mit dem luwischen Wettergott Tarhunzas zu. Nach stilistischen Merkmalen ordnet Orthmann das Relief der Gruppe Maraş III zu und datiert es in die Periode Späthethitisch III. Aufgrund der Zeichenformen des Textes gibt Hawkins das 8. Jahrhundert v. Chr. an.